# Brunswick Zebras FC
Brunswick Zebras FC är en fotbollsklubb från Melbourne i Australien. Klubben spelar numera i N/W Provisional League 3 som är en lägre division i delstaten Victorias ligasystem. De har tidigare, då under namnet Brunswick Juventus FC, spelat i National Soccer League (NSL) som då var den högsta ligan i Australien innan den lades ner 2004. Totalt spelade de åtta säsonger i NSL mellan 1984 och 1995. De vann NSL 1985 och blev australiensiska mästare.